# Маргарита II (герцогиня Беррі)
Маргарита Французька (5 липня 1523 — 15 вересня 1574) — французька принцеса, дочка короля Франциска I і його дружини, герцогині Бретані Клод І, представниця династії Валуа, герцогиня Беррійська з 1550 року, дружина герцога Савойського Еммануїла Філіберта.
Вона була дочкою короля Франції Франциска I і герцогині Бретані Клод І. Вона також онука Луїзи Савойської і герцогині Бретані Анни І.
Вона стає герцогинею Беррі 21 грудня 1549 року, після смерті своєї тітки Маргарити І. Потім вона стає герцогинею-консорт Савої, 10 липня 1559, після укладення шлюбу з герцогом Савої Еммануїлом Філібертом І, який доводився їй двоюрідним дядьком. В цьому шлюбі 12 січня 1562 року в замку Ріволі народився їх єдиний син, майбутній герцог Савої Карл Еммануїл I..
До шлюбу, під час правління батька, Франциска I і брата Генріха II вона проживала в Луврі і Парижі, де знаходився Французький двір. Потім, вона переїжає зі своїм чоловіком з Ніцци в Шамбері, Ріволі і нарешті в Турин, який в 1562 стає новою столицею Савойського герцогства, на заміну Шамбері. Колишній палац Туринського архієпископа, перетворюється в палац дожів, що знаходилася в володінні Савойського дому. Маргарита проживала тут, в оточенні своїх подруг, до кінця життя.
Маргарита була покровителькою поетів Плеяди. Вона висловила співчуття послідовникам Реформації. Після її весілля, вона зіграла вирішальну роль у відновленні останніх окупованих територій, які французи згідно Договору у Като-Камбрезі 1559 року повинні повернути у володіння Савойського герцогства.
Її талант політика здобув у Савої найбільшої заслуги. Всі її дії свідчать про створення ідеального стану в герцогстві, її головними заслугами були щедра душа і побожність. Смерть, яка застала Маргариту на 51 році життя в 1574 викликала щиру скорботу савойського народу, особливо її оплакувала Ніцца і Турин.

## Біографія

### Юність
Маргарита Французька народилася 5 червня 1523 року в замку містечка Сен-Жермен-ан-Ле недалеко від Парижа. Вона була наймолодшою дочкою короля Франції Франциска I і його дружини, герцогині Бретані Клод І. Мати дівчинки померла внаслідок чергових пологів, коли дівчинці був усього рік.
Вона зростає під наглядом своєї тітки і хрещеної матері Маргарити.
У Французькому дворі, вона подружилася з Катериною Медичі, дружиною свого старшого брата Генріха. В наслідування Маргариті Наваррській, про принцес їй писали новини.
Принцеса Маргарита Французька і її подруги стали покровительками поетів Плеяди.
Пізніше, вплив цього середовища гуманістів, викликав в Маргарити інтерес до реформації.
Вона була союзником свого брата Карла, в суперництві з Дофіном Генріхом, їх старшим братом, майбутнім королем Франції Генріхом II.

### Герцогиня-консорт Савої

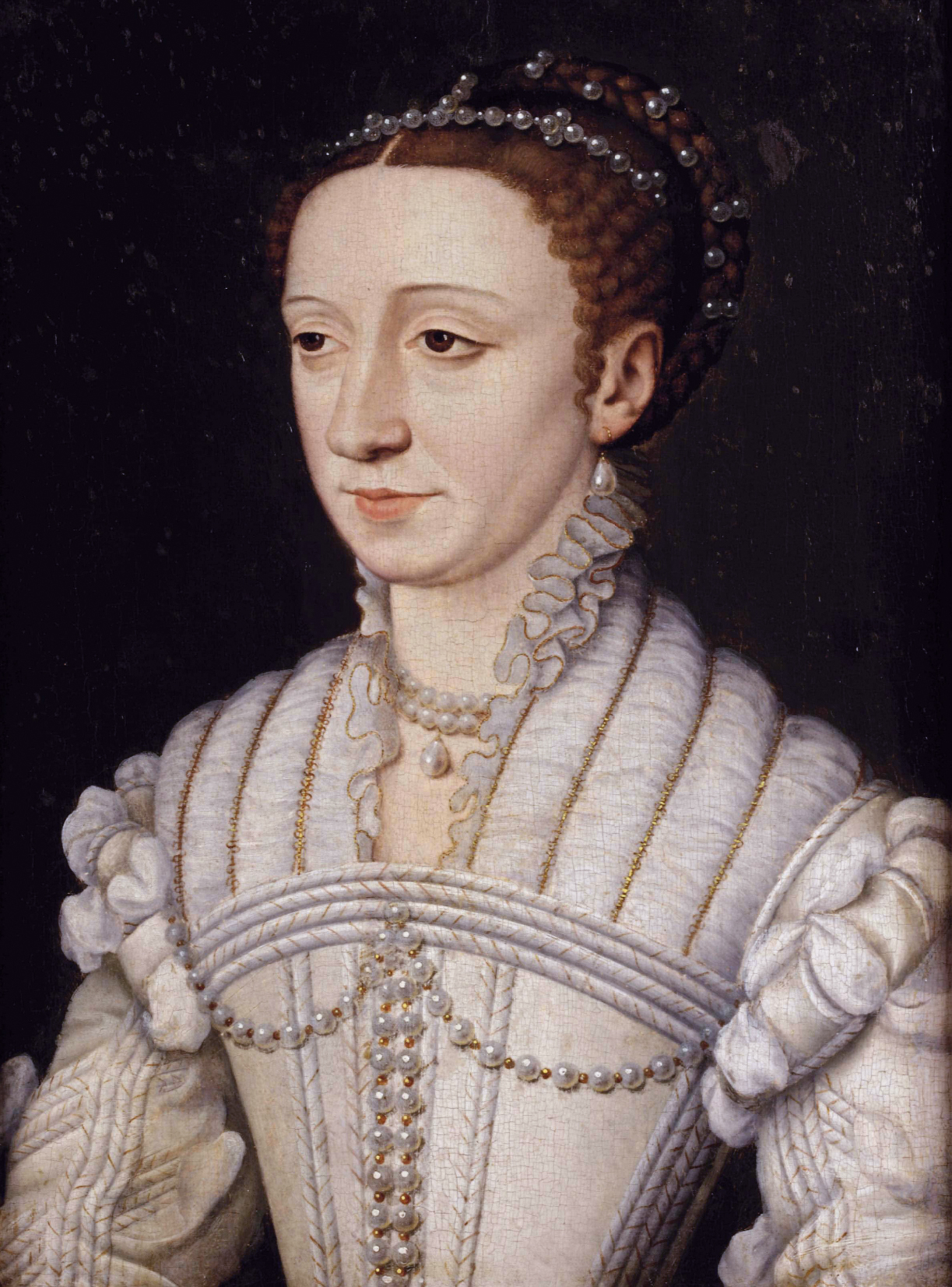
Маргарита в 1566 році

Після трьох років шлюбу, Маргарита, в віці 39 років народила, свою першу і єдину дитину, сина Карла Еммануїла (1562—1630).
Вона зіграла роль посередника між дружиною покійного брата Катериною та своїм чоловіком герцогом Савої, вона провела договори, які стосувалися повернення останніх укріплень, які мали французи в Італії.
Маргарита уклала договір 2 листопада 1562, який передав під владу Савойського герцогства міста Турин, Ківассо, К'єрі і Вільнев так як французи зайняли їх, в силу Като-Камбрезійського миру.
Маргарита брала участь у підготовці договору, який буде підписаний 14 грудня 1574 року, за умовами якого французи віддадуть фортецю Пінероло, Савільяно і долину Перуджі (Менабреа. Монмельян і Альпи).
Маргарита успішно виконала свої обов'язки герцогині-консорт, вона завершила примирення між Французьким королівством і Савойським герцогством. Маргарита померла 15 вересня 1574 у віці 51 року.

## Родина
Чоловік — Еммануїл Філіберт (1528—1580), герцог Савойський.
Діти:
- Карл Еммануїл (1562—1630)